# Kritik
Krítik (preko nemščine kritik - iz starogrščine κριτής: krités - sodnik) je oseba, ki poda strokovno mnenje o določenemu delu oziroma izdelku. Največ delujejo na področju umetnosti. Glede na vrsto dela se delijo na:
- filmske,
- glasbene,
- gledališke,
- kulinarične,
- likovne,
- literarne,
- operne,
- plesne oz. baletne,
- socialne,
- umetniške, ...

Svoje ugotovitve oziroma mnenje po navadi podajo v obliki publikacij ali člankov.